# Titularbistum Tabalta
Tabalta ist ein Titularbistum, zurückgehend auf ein ehemaliges Bistum der römisch-katholischen Kirche in der gleichnamigen antiken Stadt Tabalta in der römischen Provinz Byzacena bzw. Africa proconsularis in der Sahelregion von Tunesien.
| Titularbischöfe von Tabalta |                                                    |                                             |                    |                   |
| Nr.                         | Name                                               | Amt                                         | von                | bis               |
| 1                           | John Joseph Maguire Titularerzbischof pro hac vice | Koadjutorerzbischof von New York (USA)      | 15. September 1965 | 6. Juli 1989      |
| 2                           | John Bukovsky SVD Titularerzbischof pro hac vice   | Apostolischer Nuntius                       | 18. August 1990    | 18. Dezember 2010 |
| 3                           | Thomas Anthony Daly                                | Weihbischof in San Jose in California (USA) | 16. März 2011      | 12. März 2015     |
| 4                           | Jose Kalluvelil                                    | Apostolischer Exarch von Kanada (Kanada)    | 6. August 2015     | 22. Dezember 2018 |
| 5                           | Szymon Stułkowski                                  | Weihbischof in Posen (Polen)                | 24. Mai 2019       | 22. Oktober 2022  |